# پرچم نیشیکینومی

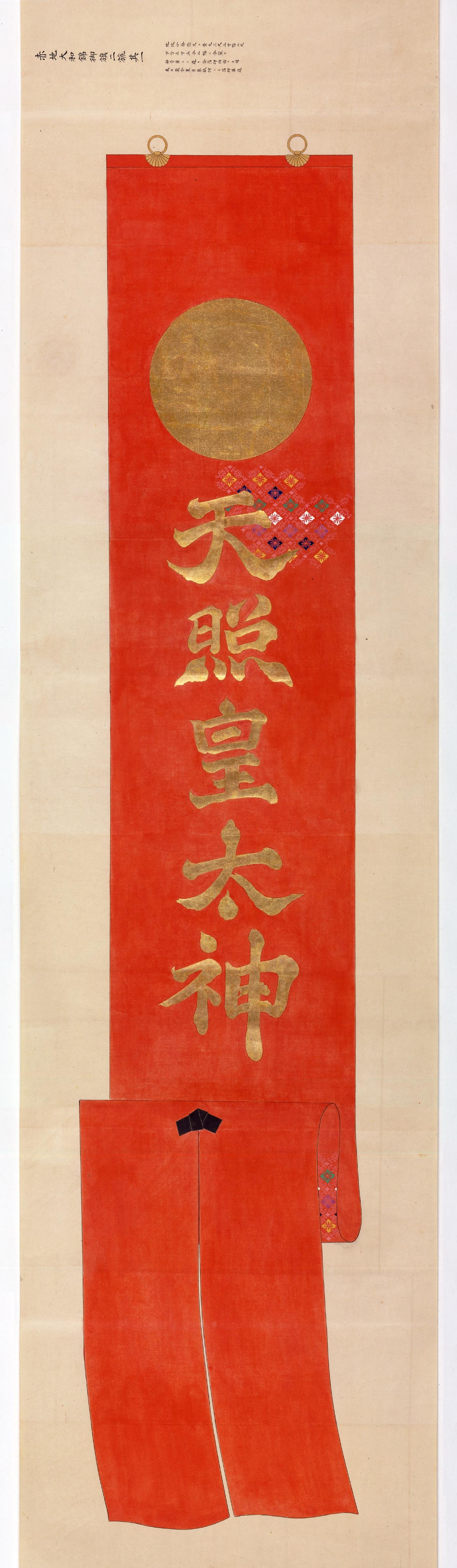

پرچم نیشیکینومی (به ژاپنی: 錦の御旗 にしきのみはた) یا پرچم امپراتوری نیشیکی یا پرچم کینکی، پرچم ارتش امپراتور (دربار امپراتوری) (ارتش امپراتوری) است. به‌طور خلاصه کینکی (پرچم طلایی) نامیده می‌شود و همچنین با نام‌های کیکوشو-هاتا (پرچم گل داوودی) یا هیتسوکی-نو-هاتا (پرچم خورشید و ماه) شناخته می‌شود. این پرچمی با تصویر طلایی خورشید و تصویر نقره‌ای ماه است که بر روی زمینه‌ای قرمز گلدوزی یا نقاشی شده است (هی-نو-گوهاتا و تسوکی-نو-گوهاتا یک جفت هستند). این پرچم کسانی است که «دشمنان دربار امپراتوری» را شکست دادند. گفته می‌شود اولین حضور کینکی در تاریخ ژاپن زمانی است که توسط امپراتور گو-توبا به زیردستان خود در طول جنگ جوکیو (۱۲۲۱ (جوکیو ۳)) داده شد.

## جنگ بوشین و پرچم امپراتوری نیشیکی
در ژانویه ۱۸۶۸ (کیو ۴)، در طول نبرد توبا-فوشیمی، پرچم نیشیکی در معبد توجی، مقر خاندان ساتسوما، برافراشته شد. این پرچم نیشیکی به سفارش ایواکورا تومومی در ۶ اکتبر، کیو ۳، توسط اوکوبو توشیمیچی از قلمرو ساتسوما و شیناگاوا یاجیرو از قلمرو چوشو در ویلای ناکامیکادو تسونیوکی در روستای ایواکورا، شهرستان آتاگو ساخته شد. بر اساس طرحی از تاماماتسو میسائو معتمد ایواکورا، اوکوبو یاماتو نیشیکی و ساتن قرمز و سفید بافته شده در نیشیجین در کیوتو را از طریق معشوقه‌اش اویو تهیه کرد و نیمی از آن در محل اقامت خاندان ساتسوما در کیوتو ساخته شد. شیناگاوا مواد لازم برای نیمه دیگر را به چوشو آورد و آن را به پرچم نیشیکی تبدیل کرد.

پس از آن، هنگامی که نبرد توبا-فوشیمی آغاز شد، دربار امپراتوری پرچم نیشیکی و یک شمشیر تشریفاتی را به شوگونِ لشکرکشی، شاهزاده نیناجینومییا یوشی‌آکی، اهدا کرد.
حضور پرچم نیشیکی، نمادی از دولت جدید (ارتش امپراتوری)، روحیه را به شدت تقویت کرد، اما ضربه بزرگی نیز به شوگون‌سالاری سابق که یک ارتش شورشی محسوب می‌شد، وارد کرد. تاناکا میتسواکی، که در آن زمان به عنوان یک سامورایی توسا در نبرد شرکت کرده بود و بعدها به عنوان وزیر دربار امپراتوری و دبیر ارشد کابینه خدمت کرد، شاهد صحنه‌ای بود که در آن سربازان سابق شوگون‌سالاری در خط مقدم رنگشان پرید و عقب‌نشینی کردند و گفتند: «اگر به همین منوال ادامه دهیم، دشمن دربار امپراتوری خواهیم شد.» یکی از دلایلی که سامورایی‌ها در آن زمان از دشمنان دربار امپراتوری می‌ترسیدند، می‌تواند به این واقعیت تعبیر شود که، همانطور که در تبادل اشعار بین موراساکی شیکیبو و همسر فوجیوارا نو میچیناگا، معروف در داستان گنجی، دیده می‌شود، در آن زمان هنوز تا حدودی به اثربخشی پنبه ابریشمی (ساخته شده از ابریشم) که روی گل‌های داوودی قرار داده می‌شد، برای اعطای جوانی ابدی اعتقاد داشتند.
پس از مرمت میجی، پرچم نیشیکی و پرچم‌های نظامی مورد استفاده در جنگ بوشین در یوشوکان (معبد یاسوکونی) وزارت ارتش و دفتر کتابخانه وزارت دربار امپراتوری نگهداری می‌شدند. در سال ۱۸۸۸ (۲۱ میجی)، به درخواست دولت ژاپن، اوکیتا کاسی، هنرمندی از قلمرو چوشو، ۳۴ تصویر از ۱۷ نوع خلق کرد و آنها را در چهار جلد با عنوان «تصاویر واقعی پرچم‌های کینکی و پرچم‌های نظامی مورد استفاده در جنگ بوشین» گردآوری کرد.
جزئیات چگونگی ساخت پرچم کینکی از نامه‌ای که توسط شیناگاوا یاجیرو به یاماموتو ماتاکازو، منشی ایواکورا تومومی، نوشته شده بود، مشخص شد، اما نامه اصلی در میان موادی که به موزه کیوتو گاکو و رکیسائیکان استان کیوتو سپرده شده بود، کشف شد و توسط یک مورخ کیوتویی ساکن شهر کیوتو در دسامبر ۲۰۲۳ تأیید شد. گمان می‌رود این نامه به سال ۱۸۸۹ (میجی ۲۲) مربوط باشد، که در آن یاماموتو، که در حال تدوین زندگینامه ایواکورا بود، در مورد جزئیات چگونگی ساخت پرچم کینکی سؤال کرد و شیناگاوا به صورت کتبی پاسخ داد. این نامه همچنین شامل پارچه قرمزی است که گفته می‌شود برای پرچم کینکی استفاده شده است.